# Anna-Lena Portmann
Anna-Lena Portmann, geb. Büdenbender (* 10. Dezember 1985) ist eine deutsche Grasskiläuferin. Sie wurde 2009 Weltmeisterin im Riesenslalom und gewann in der Saison 2010 den Gesamtweltcup. Zudem gewann sie weitere sieben Medaillen bei Weltmeisterschaften, zahlreiche Medaillen bei Juniorenweltmeisterschaften und mehrmals die Gesamtwertung des Deutschlandpokals. Sie lebt seit 2008 in Escholzmatt in der Schweiz, trainiert mit dem Schweizer Team und ist seit Herbst 2011 mit dem Schweizer Grasskiläufer Stefan Portmann verheiratet. Ihre Schwester Katharina Büdenbender war ebenfalls Grasskiläuferin.

## Karriere
Büdenbender begann als Kind mit dem Grasskilauf und entschied sich im Alter von 14 Jahren endgültig für diesen Sport. Bereits als 15-Jährige gewann sie ihre ersten Weltmeisterschaftsmedaillen. Bei der WM 2001 in Forni di Sopra holte sie jeweils Bronze im Slalom und in der Kombination. Mit Platz vier im Slalom und Rang sieben im Super-G wurde sie bei der Weltmeisterschaft 2003 ebenfalls Dritte in der Kombination. Zwei Silbermedaillen im Slalom und in der Kombination gewann Büdenbender bei der Weltmeisterschaft 2005 in Dizin. Zudem wurde sie Vierte im Riesenslalom und Fünfte im Super-G. Auch bei der Weltmeisterschaft 2007 in Olešnice v Orlických horách kam mit Platz drei im Riesenslalom eine weitere Medaille hinzu. Im Super-G belegte sie Platz fünf und in der Super-Kombination zeitgleich mit der Italienerin Antonella Manzoni Rang acht. Nur im Slalom kam sie nicht ins Ziel. Bei den Juniorenweltmeisterschaften gewann sie ebenfalls zahlreiche Medaillen. So konnte sie zum Beispiel 2004 den Riesenslalom und den Super-G sowie 2005 den Slalom und die Kombination für sich entscheiden. 2006 entschied sie zum letzten Mal die Gesamtwertung des Deutschlandpokals für sich.
Den ersten Spitzenplatz im Gesamtweltcup erreichte Büdenbender in der Saison 2006. In Weltcuprennen erzielte sie zwei dritte Plätze im Riesenslalom von České Petrovice und im Slalom von Sattel sowie weitere vier Platzierungen unter den besten sechs. Zudem gewann sie vier FIS-Rennen, womit sie hinter der klar überlegenen Österreicherin Ingrid Hirschhofer auf Platz zwei im Gesamtweltcup kam. Nach einem vierten Platz in der Saison 2007 und dem dritten Rang im Jahr 2008 erreichte sie in der Saison 2009 erneut den zweiten Gesamtrang hinter Ingrid Hirschhofer. Bei der Weltmeisterschaft 2009 in Rettenbach stand Büdenbender zum ersten Mal bei internationalen Titelkämpfen ganz oben auf dem Podest. Sie gewann mit einer knappen halben Sekunde Vorsprung auf die Tschechin Zuzana Gardavská die Goldmedaille im Riesenslalom und wurde in der Super-Kombination Zweite hinter Gardavská. Hinzu kamen der vierte Platz im Super-G und Rang fünf im Slalom.
Die Weltcupsaison 2010 begann Büdenbender mit vier Siegen im Riesenslalom und im Slalom von Čenkovice sowie im Riesenslalom und in der Super-Kombination von Goldingen. Nachdem sie auf eine Teilnahme an den Rennen in Dizin verzichtet hatte und im Slalom von Faistenau nur Sechste geworden war, entschied sie beim Weltcupfinale in Italien den Super-G und den Riesenslalom für sich. In den beiden abschließenden Slaloms folgte ein siebter Platz und ein Ausfall nach einem schweren Sturz, dennoch gewann sie mit ihren sechs Weltcupsiegen und weiteren acht Siegen in FIS-Rennen zum ersten Mal den Gesamtweltcup. Damit beendete sie die Erfolgsserie von Ingrid Hirschhofer, die zuvor achtmal in Folge die Gesamtwertung gewonnen hatte. Die gebürtige Hainchenerin kletterte dadurch auch in der Weltrangliste vom zweiten auf den ersten Rang.
In den ersten sieben Rennen der Weltcupsaison 2011 gelangen Büdenbender zwei Siege und vier zweite Plätze, womit sie vor dem Saisonfinale in der Gesamtwertung in Führung lag. Bei der Weltmeisterschaft 2011 in Goldingen kam sie jedoch im ersten Rennen kurz vor dem Ziel schwer zu Sturz. Sie wurde in diesem Super-G durchs Ziel stürzend als Sechste gewertet, konnte aber am Weltcupfinale zwei Wochen später nicht teilnehmen, weshalb sie auf Rang drei im Gesamtweltcup zurückfiel. Im Oktober 2011 heiratete Büdenbender den Schweizer Grasskiläufer Stefan Portmann. Seither startet sie unter ihrem neuen Nachnamen Portmann. In der Saison 2012 nahm Portmann an sechs der zwölf Weltcuprennen teil. Dabei erreichte sie einen Sieg im Super-G von San Sicario sowie drei zweite und zwei vierte Plätze, womit sie Sechste im Gesamtweltcup wurde.

## Erfolge

### Weltmeisterschaften
(bis 2001 nur Podestplatzierungen)
- Forni di Sopra 2001: 3. Slalom, 3. Kombination
- Castione della Presolana 2003: 3. Kombination, 4. Slalom, 7. Super-G
- Dizin 2005: 2. Slalom, 2. Kombination, 4. Riesenslalom, 5. Super-G
- Olešnice v Orlických horách 2007: 3. Riesenslalom, 5. Super-G, 8. Super-Kombination
- Rettenbach 2009: 1. Riesenslalom, 2. Super-Kombination, 4. Super-G, 5. Slalom
- Goldingen 2011: 6. Super-G

### Juniorenweltmeisterschaften
(Ergebnisse erst ab 2002 bekannt)
- Nové Město na Moravě 2002: 3. Slalom, 4. Kombination, 10. Super-G
- Goldingen 2003: 3. Riesenslalom, 3. Kombination, 4. Slalom, 4. Super-G
- Rettenbach 2004: 1. Riesenslalom, 1. Super-G, 2. Kombination, 3. Slalom
- Nové Město na Moravě 2005: 1. Slalom, 1. Kombination, 2. Super-G, 4. Riesenslalom

### Weltcup
- 1. Gesamtrang: 2010
- 2. Gesamtrang: 2006 und 2009
- 3. Gesamtrang: 2008 und 2011

- 13 Siege:

| Datum              | Ort                         | Land       | Disziplin         |
| ------------------ | --------------------------- | ---------- | ----------------- |
| 12. August 2007    | Čenkovice                   | Tschechien | Slalom            |
| 5. Juli 2009       | Čenkovice                   | Tschechien | Slalom            |
| 6. August 2009     | Dizin                       | Iran       | Super-G           |
| 7. August 2009     | Dizin                       | Iran       | Riesenslalom *    |
| 3. Juli 2010       | Čenkovice                   | Tschechien | Riesenslalom      |
| 4. Juli 2010       | Čenkovice                   | Tschechien | Slalom            |
| 10. Juli 2010      | Goldingen/Atzmännig         | Schweiz    | Riesenslalom      |
| 11. Juli 2010      | Goldingen/Atzmännig         | Schweiz    | Super-Kombination |
| 16. September 2010 | San Sicario                 | Italien    | Super-G           |
| 17. September 2010 | San Sicario                 | Italien    | Riesenslalom      |
| 2. Juli 2011       | Olešnice v Orlických horách | Tschechien | Super-Kombination |
| 7. August 2011     | Předklášteří                | Tschechien | Slalom            |
| 12. August 2012    | San Sicario                 | Italien    | Super-G           |

- zeitgleich mit Ingrid Hirschhofer

### Deutschlandpokal
Top-3-Ergebnisse im Gesamtklassement ab 2002:
- 2002: 1. Gesamtwertung
- 2003: 2. Gesamtwertung
- 2005: 3. Gesamtwertung
- 2006: 1. Gesamtwertung